# میروبا
میروبا (به عربی: میروبا) یک منطقهٔ مسکونی در لبنان است که در استان جبل لبنان واقع شده‌است.

## خصوصیات
میروبا ۱٬۳۰۰ متر بالاتر از سطح دریا واقع شده‌است.